# Aspetti economici
Gli aspetti economici sono sei e sono dei procedimenti di stima che vengono scelti dai periti in base alle caratteristiche di un determinato bene. Questi aspetti sono:
1. il più probabile valore di mercato;
2. il più probabile valore di costruzione (o costo) e ricostruzione;
3. il più probabile valore di surrogazione (o sostituzione);
4. il più probabile valore di trasformazione;
5. il più probabile valore complementare;
6. il più probabile valore per capitalizzazione dei redditi.

I primi due sono detti fondamentali perché derivano da fondamentali teorie economiche, gli altri (tranne l'ultimo) sono detti accessori o derivati in quanto derivano dal valore di mercato e di costo. Il più probabile valore di capitalizzazione o di rendimento invece non deriva da altri criteri e non ha derivati ed è pertanto il terzo aspetto economico fondamentale.

## Valore di mercato
Il valore di mercato è il più probabile valore che a giudizio del perito un bene spunterebbe in quel momento e in quel mercato. È l'aspetto economico più utilizzato in quanto vengono presi a paragone beni simili a quello oggetto di stima.
Se per alcuni motivi non possono essere presi a paragone beni simili (o perché il bene non ha mercato o non esistono beni simili) si potrà ricorrere allora agli altri aspetti economici.

## Valore di trasformazione
Questo aspetto economico viene utilizzato per conoscere il valore potenziale di un bene, cioè il valore che quel bene assume dopo essere stato lavorato. Questo valore potrà essere ricavato per differenza tra il valore del bene trasformato e il costo di trasformazione.

## Valore di surrogazione
Tale aspetto economico viene utilizzato quando non esistono beni simili al bene oggetto di stima, in questo caso viene stimato un bene, che per sua natura, sia capace di surrogare, cioè di sostituire, il bene iniziale.

## Valore di costruzione e ricostruzione
Il valore di costruzione è il più probabile valore che un imprenditore dovrebbe spendere per realizzare un oggetto nuovo. Il valore di ricostruzione, invece, è il più probabile valore che un imprenditore dovrebbe spendere per realizzare un bene già esistente nelle condizioni attuali. Il valore di ricostruzione corrisponde al valore di costruzione moltiplicato per un coefficiente di vetustà che dipende dal grado di degradazione dell'immobile. Il secondo aspetto è molto utilizzato per le case rurali di cui non esiste un mercato. Un'altra differenza tra questi due aspetti è che il primo valore tiene in considerazione anche l'area di sedime dell'immobile, cioè il terreno su cui poggia l'edificio, mentre il secondo no.

## Valore complementare
Questo valore viene molto utilizzato negli espropri quando occorre determinare il valore di una porzione di bene oggetto d'esproprio. Questo valore può essere ricavato per differenza tra il valore del bene nella sua interezza meno il valore del bene senza quella porzione. Tale procedimento tiene conto anche della svalutazione di quel bene sul mercato.

## Valore per capitalizzazione dei redditi
Tale procedimento viene utilizzato per determinare il valore di un bene che è in grado di produrre redditi futuri. Per essere applicato sono necessarie due condizioni: il bene deve produrre redditi futuri e tali redditi devono essere determinabili.